# Leucauge bontoc
Leucauge bontoc là một loài nhện trong họ Tetragnathidae.
Loài này thuộc chi Leucauge. Leucauge bontoc được miêu tả năm 1995 bởi Barrion & Litsinger.